# Рудник Ред-Октобер
Рудник Ред-Октобер – гірничодобувний майданчик на заході Австралії.
Золоторудне родовище Ред-Октобер у 1993 році. В 1999 – 2001 роках його розробку відкритим способом вела компанія Sons of Gwalia (передусім відома як власник великого рудника Гвалія), що змогла вилучити 539 тисяч тонн руди та 3,5 тонни золота.
В середині 2000-х Sons of Gwalia збанкрутувала, а права на Ред-Октобер викупила компанія Saracen Mineral Holdings, що у 2012-му узялась за його розробку підземним способом. В цей період руду відправляли для переробки на розташовану за понад сотню кілометрів фабрику з вилучення золота копальні Карус-Дам. У 2017-му Saracen Mineral Holdings продала рудник компанії Matsa Resources, при цьому на той час накопичений історичний видобуток досягнув 1,8 млн тонн руди та 10,6 тонни золота.
Є відомості, що Matsa Resources вела видобуток на Ред-Октобер з 2018 по 2021 рік.